# جامعة نمنكان الحكومية
جامعة نمنكان الحكومية (نامسو)، هي مؤسسة لتعليم العالي أُنشئت في عام 1942 كمعهد تربوي. وهي تقع في مدينة نمنكان في الجزء الشرقي من أوزبكستان. اليوم، وتستوعب الجامعة 6306 طالب في المرحلة الأولى من التعليم الجامعي و153 في دراسات الماجستير. 36٪ من أعضاء هيئة التدريس في الجامعة البالغ عددهم 430 عضو يحملون درجة الدكتوراه. تقدم جامعة نمنكان الحكومية 26 برنامجًا تعليميًا للماجستير، و 20 برنامجًا للتخصص، و13 برنامجًا للدكتوراه. هذه البرامج في اللغات والأدب والعلوم الاجتماعية والقانون والعلوم السياسية والتاريخ وعلم اللغة والفلسفة والتربية والتعليم والتعليم في مرحلة رياض الأطفال المبكرة والرياضة والفنون التطبيقية والجغرافيا والاقتصاد والرياضيات والفيزياء والكيمياء والعلوم التقنية.